# یواس‌اس کنتیکت (بی‌بی-۱۸)
یواس‌اس کنتیکت (بی‌بی-۱۸) (به انگلیسی: USS Connecticut (BB-18)) یک کشتی بود که طول آن ۴۵۶ فوت ۴ اینچ (۱۳۹٫۰۹ متر) بود. این کشتی در سال ۱۹۰۴ ساخته شد.